# Ogrody (województwo wielkopolskie)
Ogrody – wieś w Polsce, położona w województwie wielkopolskim, w powiecie leszczyńskim, w gminie Święciechowa.
Wchodzi w skład sołectwa Lasocice.
Do 2024 r. miejscowość była przysiółkiem wsi Lasocice. W latach 1975–1998 przysiółek administracyjnie należał do województwa leszczyńskiego.